# Stephen Bauzan
Sir Stephen Bauzan (* nach 1210; † 2. Juni 1257) war ein englischer Ritter und Militär, der mehreren englischen Magnaten und schließlich dem König diente.

## Gefolgsmann der Marshals und Clares
Bauzan entstammte einer bedeutenden Familie des Ritterstands aus Devon, die Vasallen der Honour of Trematon in Cornwall waren. Während sein älterer Bruder Richard die Familienbesitzungen in Südwestengland erbte, trat Stephen zunächst in den Dienst von Richard Marshal, den er im März 1234 während dessen Rebellion in Wales unterstützte. Nach dem Tod von Richard Marshal diente Bauzan dessen Bruder und Nachfolger Gilbert Marshal, der ihm dafür einen Grundbesitz in Cardiganshire übergab. Unter Philip Basset, einem Verwandten der Marshals, diente Bauzan von 1242 bis 1243 während des Saintonge-Kriegs in Südwestfrankreich. Nach seiner Rückkehr nach England gehörte Bauzan zu den Gefolgsleuten von Richard de Clare, 5. Earl of Hertford, dem er von etwa 1243 bis 1246 als Sheriff von Glamorgan diente. Dafür übergab ihm Clare Grundbesitz in Hellidon in Northamptonshire.

## Karriere im Dienst des Königs
Am 17. Juli 1249 diente Bauzan als Ritter des königlichen Haushalts. Bis Februar 1252 diente er als königlicher Richter in Worcestershire, London und Dorset. Als vertrauter Ritter von König Heinrich III. bereitete er Weihnachten 1251 in York mit die Hochzeit von Margarete, einer Tochter des Königs, mit dem schottischen König Alexander vor. Nach der Hochzeit eskortierte er die Königstochter nach Schottland. Bauzan stand nun im Dienst von Königin Eleonore, die ihn dem Gefolge des Thronfolgers Eduard zuteilte. Im Juli 1253 diente er als Anwalt für Peter von Savoyen, einem Onkel der Königin. Bauzan galt als ausgezeichneter Kämpfer und stand in hoher Gunst des Königs und des Thronfolgers. Für seine Dienste übertrug ihm der König die Verwaltung von mehreren Vormundschaften. Im Mai 1254 begleitete Bauzan die Königin und den Thronfolger, als diese zu König Heinrich nach Südwestfrankreich reisten. Er blieb mit dem Thronfolger in Südwestfrankreich und diente als Seneschall der Gascogne. Seine Verwaltung dieser Besitzung der englischen Könige führte vermutlich zu Widerstand und Protesten des einheimischen Adels, weshalb er am 30. September 1255 vom König von seinem Posten abberufen wurde. Anschließend kehrte Bauzan nach England zurück.
Bauzan blieb trotz dieser Abberufung im Gefolge des Thronfolgers. Der König hatte seinem Sohn umfangreiche Ländereien in Wales zur Verwaltung übergeben, und Bauzan diente als Constable von Carmarthen und Cardigan Castle in Wales sowie als Constable von Totnes Castle in Devon. Als mehrere walisische Fürsten Anfang 1257 gegen die englische Oberherrschaft in Südwales rebellierten, stellte Bauzan ein englisches Heer auf und landete mit seinen Truppen Ende Mai 1257 in Südwales. In der Schlacht von Cymerau geriet er in einem walisischen Hinterhalt, in dem sein Heer eine vernichtende Niederlage erlitt. Bauzan wurde in der Schlacht getötet.

## Familie
Bauzan starb kinderlos, vermutlich hatte er kurz vor seinem Tod Agnes geheiratet, deren Herkunft unbekannt ist. Der König gewährte ihr nach Bauzans Tod für fünf Jahre die Einkünfte aus seinen Ämtern, sie heiratete Ende 1264 den Ritter Anschetil de Martinwast († 1274), der als Seneschall von Simon de Montfort, 6. Earl of Leicester diente.